# 宝積寺 (群馬県甘楽町)
宝積寺（ほうしゃくじ）は、群馬県甘楽郡甘楽町にある曹洞宗の寺院。

## 歴史
1280年（弘安3年）以前に開山された。1450年（宝徳2年）、小幡実高によって中興された。実高は当地の領主であり、東昌寺の即庵宗覚を招聘して再建した。これまで天台宗の寺院であったが、この時に曹洞宗に転宗した。
江戸時代前期に織田氏が小幡藩に入封し、藩主の織田信良は当寺を菩提寺に定めた。しかし、織田信久の代に崇福寺を建てて菩提寺を変更、織田信雄以降の父祖の墓を移葬した。
織田家の墓は移葬されたが、前領主の小幡氏の墓は現在も残っている。
現在は「花の寺」として親しまれ、四季を通じて花を観賞することができる。

## 文化財
- 宝積寺開山堂の天井画（甘楽町指定重要文化財 平成30年1月31日指定）[3]
- 小幡氏歴代の墓（甘楽町指定史跡 平成元年8月24日指定）[4]

## 交通アクセス
- 富岡ICより車13分。